# Věra Zelená
Věra Zelená (* 12. února 1948 Brno) je česká botanička a vysokoškolská pedagožka.

## Život
Narodila se 12. února 1948 v Brně. Po střední všeobecně vzdělávací škole v roce 1971 absolvovala studium na Přírodovědecké fakultě Masarykovy univerzity v Brně (tehdejší Univerzity J. E. Purkyně) a získala titul promovanou bioložkou. Poté studijně pobývala v Ekologickém oddělení Botanického ústavu Československé akademie věd (ČSAV) v Brně, kde absolvovala vědeckou aspiranturu v letech 1974–1978. V roce 1976 se stala doktorkou přírodních věd, v roce 1981 kandidátkou biologických věd.
V letech 1981–1993 působila na akademii věd, zprvu jako vědecká pracovnice Oddělení biologie lesa v brněnském Botanickém ústavu, které bylo později přeřazeno do Ústavu experimentální fytotechniky jako jeho Ekologické oddělení a následně přejmenováno jako Ústav systematické ekologické biologie ČSAV a nakonec Ústav ekologie krajiny Akademie věd České republiky. V roce 1993 přešla do Ústavu botaniky a fyziologie rostlin (později Ústavu biologie rostlin) na Agronomické fakultě Mendelovy zemědělské a lesnické univerzity v Brně jako odborná asistentka. V roce 1997 se habilitovala jako docentka pro obor zemědělská botanika. Patrně počátkem 20. let 21. století odešla do penze.
Věra Zelená publikovala desítky vědeckých studií věnovaných především luční vegetaci, a to v češtině i ve světových jazycích.